# St. Maria Königin (Sindorf)

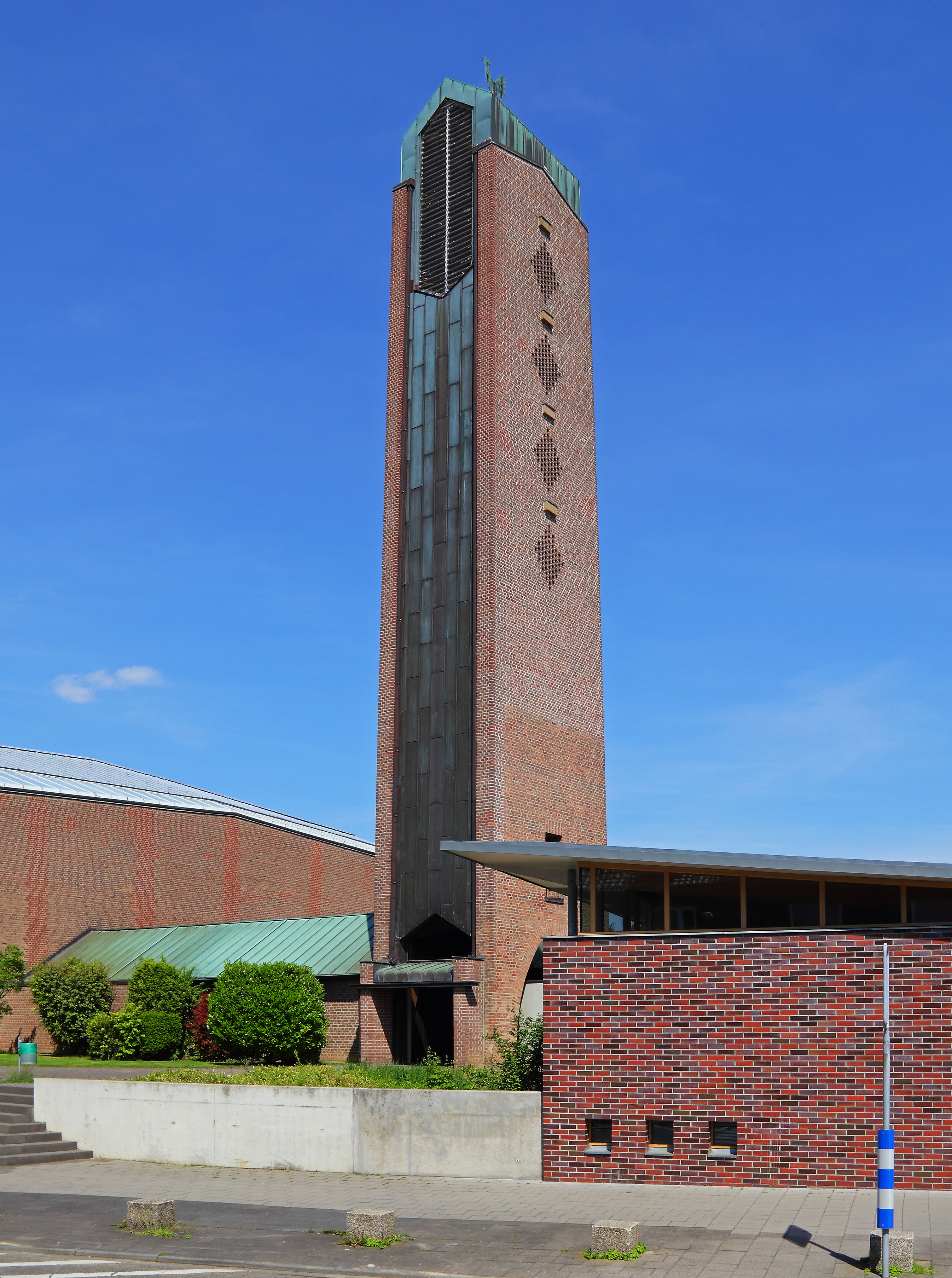
St. Maria Königin

St. Maria Königin in Sindorf, einem Stadtteil von Kerpen im Rhein-Erft-Kreis, ist eine nach dem Zweiten Weltkrieg errichtete katholische Pfarrkirche. Die Kirche gehört zum Seelsorgebereich Horrem-Sindorf im Erzbistum Köln.

## Vorgeschichte
Pläne für einen zweiten Kirchenbau für die angewachsene Gemeinde neben St. Ulrich wurden schon gegen Ende des 19. Jahrhunderts ins Auge genommen. Kurz vor dem Ersten Weltkrieg wurde der Pfarrgemeinde ein geeignetes Grundstück geschenkt. Doch die Zeiten waren ungünstig für einen solchen finanziellen Kraftakt. In der höchsten Kriegsnot im Zweiten Weltkrieg weihte Pfarrer Stratmann in einem feierlichen Gottesdienst die Gemeinde der Gottesmutter und gelobte einen ihr gewidmeten Kirchbau, wenn die Gemeinde von starken Zerstörungen verschont bliebe. Ein Kirchenbauverein sammelte Gelder ab 1952. Am 26. Juni 1953 wurde der Kirchenneubau beschlossen, am 31. Juli der Grundstein gelegt und am 2. Dezember 1956 konsekrierte Weihbischof Joseph Ferche das neue Gotteshaus. Die Pläne lieferte der Kölner Architekt Fritz Schaller.

## Baubeschreibung
Die Kirche ist ein in Eisenbeton errichteter in Anlehnung an eine Basilika dreischiffiger Gebäudekomplex, der mit Ziegeln verkleidet ist. Das leicht gewölbte Beton-Dach wird durch 14 einzeln stehende Betonpfeiler getragen. Der über 50 m hohe Turm mit offenem Eingang steht südlich separat und ist durch einen Gang mit der Kirche verbunden. Neben Beton und Ziegeln wurde auch viel Glas verwendet, das – gedämpft – den Raum erhellt. Auch die Eingangsseite des Turms ist turmhoch mit Glas gestaltet. Der leicht um zwei Stufen erhöhte Altarraum findet sich im Osten, auf dem westlichen Chorpodest steht auch die Orgel. Mit Nebenräumen wird ein kleiner Innenhof umschlossen.

## Ausstattung
Der Ambo ist ein Werk des Kölner Bildhauers Sepp Hürten von 1994, ebenso wie der aus Altteilen gefertigte Altartisch, das frei darüber hängende hölzerne Kruzifix stammt von H. Dünnendahl. Bemerkenswert ist auch der runde Taufstein.
An den Seitenwänden finden sich kleinformatige Glasbeton-Bilder des Künstlers Wilhelm Buschulte, die Motive aus der Lauretanischen Litanei darstellen. An der Chorrückwand befinden sich Glasmedaillons des Künstlers Reimund Franke aus dem Jahr 1976.

## Orgel
Die aktuelle Orgel wurde 1996 von der Fa. Mönch aus Überlingen gebaut. Das Instrument hat 31 Register auf drei Manualen und Pedal. Die Spiel- und Registertrakturen der Orgel sind mechanisch. Die Pfeifen stehen auf Schleifladen und die Orgel verfügt über eine Doppelregistratur mit Setzer.
| Pedal C– |                 |     |
| 1.       | Principalbaß    | 16′ |
| 2.       | Subbaß          | 16′ |
| 3.       | Flûte (= Nr. 1) | 8′  |
| 4.       | Flûte           | 4′  |
| 5.       | Bombarde        | 16′ |
| 6.       | Trompete        | 8′  |
| 7.       | I/P             |     |
| 8.       | II/P            |     |
| 9.       | III/P           |     |

| I Hauptwerk C– |             |     |
| 10.            | Bourdon     | 16′ |
| 11.            | Principal   | 8′  |
| 12.            | Flûte Harm. | 8′  |
| 13.            | Salicional  | 8′  |
| 14.            | Octave      | 4′  |
| 15.            | Gemshorn    | 4′  |
| 16.            | Superoctave | 2′  |
| 17.            | Mixtur IV   |     |
| 18.            | III/I       |     |
| 19.            | II/I        |     |
| 20.            | III/II      |     |

| II Schwellwerk C– |                 |        |
| 21.               | Holzflöte       | 8′     |
| 22.               | Gambe           | 8′     |
| 23.               | Voix céleste    | 8′     |
| 24.               | Flûte octav.    | 4′     |
| 25.               | Fugara          | 4′     |
| 26.               | Nazard          | 2 ⁄3′  |
| 27.               | Octavin         | 2′     |
| 28.               | Tierce          | 1 3⁄5′ |
| 29.               | Fourniture V    |        |
| 30.               | Trompette Harm. | 8′     |
| 31.               | Hautbois        | 8′     |
| 32.               | Voix Humaine    | 8′     |
| 33.               | Tremulant       |        |

| III Positiv/Cornet C– |                   |    |
| 34.                   | Rohrflöte         | 8′ |
| 35.                   | Flûte             | 4‘ |
| 36.                   | Cornet III (ab g) |    |
| 37.                   | Trompete          | 8′ |
| 38.                   | Clairon           | 4′ |

- Koppeln: II/I, III/I, III/II, I/P, II/P, III/P

### Hörbeispiele
Bei den Beispielen handelt es sich um das „Tema variato“ von Josef Rheinberger (1839–1901).
| Themaⓘ        | - Positiv: Rohrflöte 8′ |
| 1. Variationⓘ | - Schwellwerk: Holzflöte 8′, Gambe 8′ - Hauptwerk (linke Hand, Thema): Principal 8′, Flûte Harm. 8′, Salicional 8′ - Pedal: Subbass 16′, Koppel an Schwellwerk (Ende mit Koppel an Hauptwerk) |
| 2. Variationⓘ | - Positiv: Rohrflöte 8′ - Schwellwerk: Holzflöte 8′, Gambe 8′, Flûte octav. 4′ - Hauptwerk: Flûte Harm. 8′, Salicional 8′, Koppel an Schwellwerk - Pedal: Principalbass 16′, Subbass 16′, Flûte 8′, Koppel an Schwellwerk und Positiv |
| 3. Variationⓘ | - Hauptwerk: Principal 8′, Flûte Harm. 8′, Salicional 8′, Gemshorn 4′ - Pedal: Subbass 16′, Flûte 8′ |
| 4. Variationⓘ | - Hauptwerk: Principal 8′, Flûte Harm. 8′, Gemshorn 4′, Superoctave 2′ - Pedal: Principalbass 16′, Flûte 8′, Flûte 4′, Koppel an Hauptwerk |
| 5. Variationⓘ | - Positiv: Rohrflöte 8′ - Schwellwerk: Holzflöte 8′, Koppel an Positiv - Hauptwerk: Principal 8′, Flûte Harm. 8′, Octave 4′, Superoctave 2′, Mixtur IV - Pedal: Principalbass 16′, Flûte 8′, Flûte 4′, Koppel an Hauptwerk (am Ende ohne Koppel)                                                                                               |
| 6. Variationⓘ | - Positiv: Rohrflöte 8′ - Schwellwerk (Echo): Holzflöte 8′, Gambe 8′, Koppel an Positiv - Hauptwerk: Principal 8′, Flûte Harm. 8′, Salicional 8′, Octave 4′, Gemshorn 4′, Superoctave 2′ (am Ende mit Bourdon 16′) - Pedal: Principalbass 16′, Subbass 16′, Flûte 8′, Flûte 4′, Koppel an Hauptwerk (am Ende mit Bombarde 16′ und Trompete 8′) |

## Glocken
Drei Glocken wurden von der vorigen Pfarrkirche St. Ulrich übernommen. Sie waren 1850 in der Gießerei Petit & Gebr. Edelbrock, Gescher gegossen worden. 1967 goss Hans Georg Hüesker in der gleichen Gießerei die vierte und kleinste Glocke des Geläuts hinzu.
| Glocke | Name               | Durchmesser | Gewicht | Schlagton |
| ------ | ------------------ | ----------- | ------- | --------- |
| 1      | Hl. Elisabeth      | 1175 mm0    | 975 kg  | e’-3      |
| 2      | Hl. Mutter Anna    | 1041 mm0    | 675 kg  | fis’-2    |
| 3      | Gottesmutter Maria | 934 mm      | 425 kg  | gis’-7    |
| 4      | St. Maria Königin  | 820 mm      | 330 kg  | h’-3      |

## Nachweise
1. ↑  Forschungsstelle Glasmalerei des 20. Jh. e. V.: Kerpen-Sindorf, Kath. Kirche St. Maria Königin; hier auch ein Grundriss der Kirche sowie Abbildungen der Fenster.
2. ↑  Gerhard Hoffs: Glocken im Dekanat Kerpen, S. 64.

Koordinaten: 50° 54′ 20,1″ N, 6° 40′ 26″ O